# 연정기
연정기(1976년 8월 25일 ~ )는 대한민국의 전 양궁 선수이다.

## 같이 보기
- 궁술
- 대한민국 양궁 선수 목록